# Distrito de Totora
El distrito de Totora es uno de los doce que conforman la provincia de Rodríguez de Mendoza, ubicada en el departamento de Amazonas en el Norte del Perú. Limita por el Norte con el distrito de Santa Rosa y el distrito de Huambo; por el Este con el distrito de Omia; por el Sur con el distrito de Milpuc y el distrito de Chirimoto y; por el Oeste con el distrito de Limabamba.
Desde el punto de vista jerárquico de la Iglesia católica forma parte del Diócesis de Chachapoyas.

## Historia
El distrito fue creado el 5 de febrero de 1875 mediante Ley sin número, en el gobierno del Presidente Manuel Pardo y Lavalle

## Geografía
Abarca una superficie de 6,02 km² y tiene una población estimada mayor a 400 habitantes. 
Su capital es el centro poblado de Totora.

## Autoridades

### Municipales
- 1984 - 1988
  - Alcalde: Ernesto Villegas, siendo parte de una banda conocida.
- 2015 - 2018[2]
  - Alcalde: Lenin Portocarrero Fernández, del movimiento Sentimiento Amazonense Regional.
- 2011 - 2014
  - Alcalde: Segundo Maximiliano Novoa López, Movimiento Regional Fuerza Amazonense (FA).
- 2007 - 2010
  - Alcalde: Segundo Alejandro Becerril Rodríguez.

### Religiosas
- Obispo de Chachapoyas: Monseñor Emiliano Antonio Cisneros Martínez, OAR.[3]